# Кетле (місячний кратер)
Кра́тер Кетле́ (лат. Quetelet) — великий стародавній метеоритний кратер у північній півкулі зворотного боку Місяця. Назву присвоєно на честь бельгійського математика, астронома, метеоролога, соціолога Адольфа Кетле (1796—1874) й затверджено Міжнародним астрономічним союзом у 1970 році. Утворення кратера відбулося у нектарському періоді.

## Опис кратера

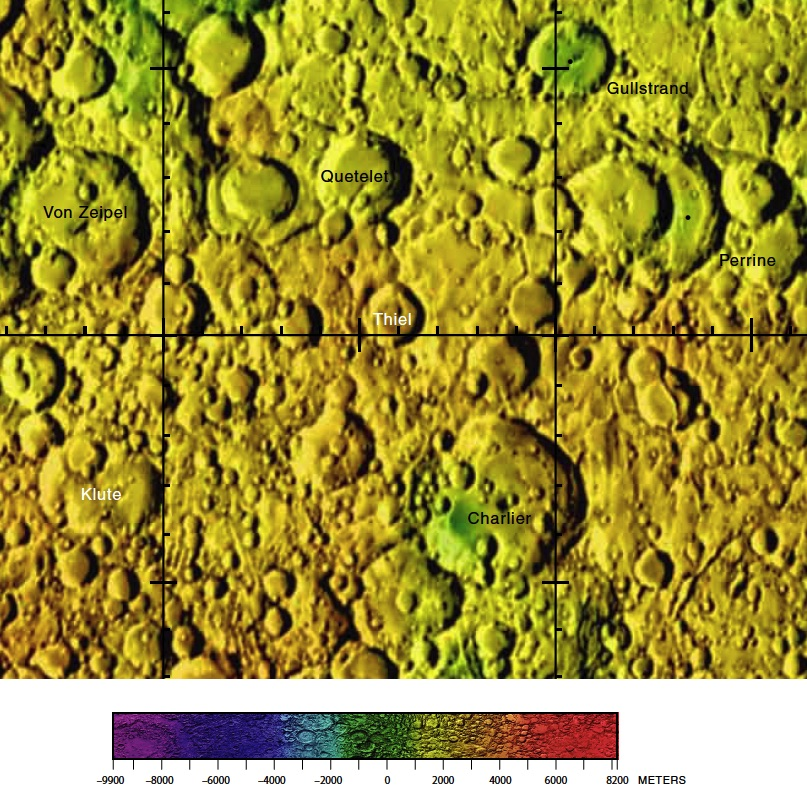
Околиці кратера Кетле. Фрагмент мапи зворотного боку Місяця.

Найближчими сусідами кратера є кратер Цейпель на заході; кратер Шлезінгер на північному заході; кратер Гульстранд на північному сході; кратер Перрайн на сході; кратер Тіль на півдні і кратер Клют на південному заході. Селенографічні координати центра кратера 42°40′ пн. ш. 135°18′ зх. д. / 42.66° пн. ш. 135.3° зх. д., діаметр 54,8 км, глибина 2,4 км.
Кратер Кетле має полігональну форму дещо витянуту у напрямі на північний захід — південний схід та зазнав значних руйнувань за тривалий час свого існування. Вал згладжений і перекритий безліччю кратерів різного розміру, з яких найпримітнішим є циркулярний кратер в південно-західній частині валу. Внутрішній схил валу є значно вужчим в західній частині порівняно з рештою периметра. Висота валу над навколишнью місцевістю сягає 1170 м, об'єм кратера становить приблизно 2 500 км3. Дно чаші кратера плоске, зміщене у західному напрямі, в центрі чаші знаходиться маленький добре примітний чашоподібний кратер.

## Сателітні кратери
| Кетле | Координати                                                  | Діаметр, км |
| ----- | ----------------------------------------------------------- | ----------- |
| T     | 42°31′ пн. ш. 137°59′ зх. д. / 42.52° пн. ш. 137.99° зх. д. | 47          |

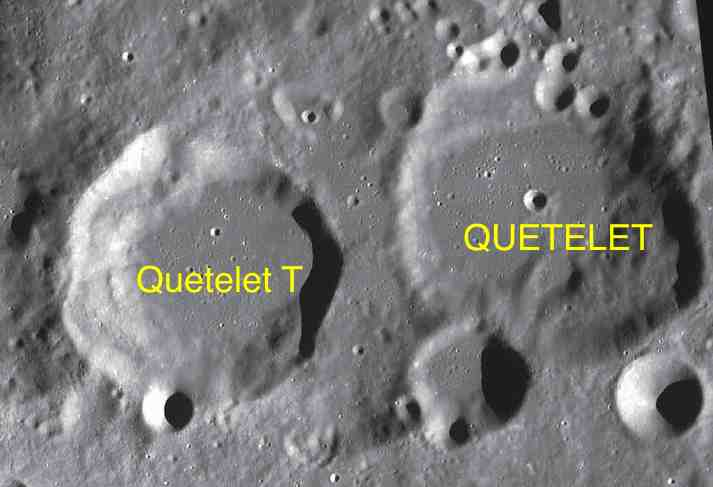
Фрагмент мапи LAC-34.

- Утворення сателітного кратера Кетле T відбулося у нектарському періоді[1].